# یازدهمین ساعت (فیلم ۲۰۱۴)
۱۱ ساعت (به انگلیسی: The 11th Hour) فیلمی محصول سال ۲۰۱۴ و به کارگردانی آندرس مورگنتالر است. در این فیلم بازیگرانی همچون کیم بیسینگر، جوردن پرینتیس، سباستین شیپر و پیتر استورماره ایفای نقش کرده‌اند.